# Торговля в Древней Руси
Торговля в Древней Руси с момента основания древнерусской государственности в IX веке и до монгольского нашествия имела большое значение. Особенно выделялась внешняя торговля, она была важной составляющей экономики древнерусских княжеств. Некоторые историки считали её главной опорой экономики Руси того времени. Особенно важную роль она играла в городах. В торговле были заняты различные слои городского населения, она связывала между собой ремесло, сельское хозяйство и промыслы.
Историк Б. А. Рыбаков в истории торговли в Древней Руси выделял два периода: IX—XI вв. и XI—середина XIII вв..

## Внутренняя торговля
В городском населении Руси значительную долю составляли мелкие торговцы и ремесленники. Ремесло в Древней Руси получило значительное развитие, благодаря чему рос внутренний рынок, а торговля выходила на новый уровень. Продукция ремесленников находила сбыт не только внутри страны, но и за её пределами. Рынки, именуемые также «торгами», были развиты не только в городах, но и в каждом относительно крупном населённом пункте. Сюда собирались крестьяне из окрестных мест и обменивали продукты своего труда на железные или медные орудия, утварь и т. д., как правило продукты питания жители деревень меняли на изделия посадских ремесленников. При этом многие из ремесленников имели на рынках постоянные лавки. Для мелких взвешиваний при торговле применялись миниатюрные весы. А для взвешивания тяжёлых грузов (7—8 пудов) служили большие весы — безмены, известные по находкам в Старой Рязани, Новгороде и других городах. Концентрация в крупных торговых центрах свинцовых пломб, которыми опечатывали тюки товаров или связывали служившие платёжным средством меха, свидетельствует о постоянном росте торговли вплоть до нашествия Батыя.
Между тем городские рынки также были тесно связаны с политической жизнью и управлением. Именно на рыночных площадях делались все официальные объявления. Согласно «Русской Правде», при поимке вора заявитель должен был сообщить об этом именно на рыночной площади. Также на городских рынках народ собирался на вече, особенно в случае, если оно было созвано людьми, находившимися в оппозиции князю. Характерным примером, подтверждающим важность рыночных площадей, служат действия князя Изяслава, который в 1069 году перенёс главный киевский рынок из центра города на холм, поближе к собственному дворцу.
На рынках древнерусских городов покупались и продавались самые разнообразные товары. По мнению М. Н. Тихомирова, значительную роль в формировании перечня предметов торга играла сельская местность. В источниках того времени упоминаются: оружие, кузнечные изделия, металлы, соль, одежда, шапки, меха, полотно, гончарные изделия, древесина, пшеница, рожь, просо, мука, хлеб, мёд, воск, благовония, лошади, коровы, овцы, мясо, гуси, утки, дичь и т. д. В небольших городах торговля как правило была в руках местных купцов. При этом особую активность в открытии своих представительств по всей Руси проявляли новгородские купцы.
Стольные княжеские города были также и важнейшими торговыми пунктами, куда направлялись товары из далёких областей Руси. Главными торговыми городами Руси длительное время были находящиеся на пути «из варяг в греки» Новгород, Смоленск, Киев, Олешье. Позднее к ним добавились Тмутаракань, Чернигов, Галич, Полоцк, Владимир-на-Клязьме и др. Торговые пошлины были важной частью княжеских доходов.
Внутренняя торговля в Древней Руси была явлением повседневным и мало привлекала к себе внимание современных ей летописцев. Поэтому сведения о внутреннем обмене неполны и отрывочны. Даже сведения о ценах на продукты питания летописцы сообщали с целью подчеркнуть их высоту.
Б. А. Рыбаков писал:
Внутренняя торговля, успехи которой были теснейшим образом связаны с развитием ремесла и торговли и отделением его от земледелия, переживала своё цветущее время в XI и начале XII вв. В это время на торговых площадях больших городов можно было купить многое. Если мы представим себе «богатого гостя Садко», который скупает все товары Великого Новгорода, то мы должны будем признать, что возможности у него были большие. Он мог на торгу не только попить мёду, поесть пирогов, одеться в китайский шёлк или во фризское сукно, но мог при желании купить себе сотни рабов, мог тут же на торгу одеть их, вооружить и посадить на коней или в ладьи. Больше того, тут же в Новгороде он мог купить участок земли, купить строительный лес, нанять за деньги «древоделей» и построить хоромы с крепким тыном, внутреннее убранство которых также в значительной степени могло быть куплено на торгу.
Вплоть до XI века, то есть до распада Древней Руси на ряд независимых княжеств, торговля характеризовалась развитием внутреннего товарооборота, вывозом за рубеж продукции отечественных ремесленников и утратой самой торговлей транзитного характера. После начала феодальной раздробленности изменились торговые пути, всё большее внимание русских купцов привлекала Северная Европа. В этот период возникли первые купеческие гильдии на Руси.
Б. А. Рыбаков выделял два типа рынков: сельский и городской. При этом товары с сельского рынка, как правило, поступали в близлежащий город. Продукция городских ремесленников распространялась на 150—400 километров от места её производства, что было значительно больше, нежели у сельских ремесленников. Одновременно иностранные купцы, покупавшие продукцию русских ремесленников, распространяли её в своих странах.

### Денежная система
Становление денежного обращения на славянских землях Восточной Европы происходит на рубеже VIII—IX веков, когда началась активная торговля Северной и Восточной Европы со странами Халифата. Восточноевропейские страны, лишённые крупных рудных запасов монетного металла, активно импортировали серебро. В первой трети IX века в Древней Руси получили распространение монеты, которые чеканили в африканских центрах Халифата и которые попадали на Русь кавказским и среднеазиатским торговыми путями. С 830-х годов распространение получают дирхемы азиатской чеканки.
Во второй половине X века появились две территориальные русские системы, определившиеся на фоне разного тяготения северного и южного регионов к международным рынкам. Главным средством обращения Южной Руси (Киев, Чернигов, Смоленск и т. д.) стали вырезки из дирхемов весом 1,63 грамма, составляющие 1/200 византийской литры. Аналогичные вырезки использовались на землях Северной Руси, однако их вес был 1,04 грамма или 1/200 серебряной гривны. Важным памятником этой системы являются сферические весовые гирьки, употреблявшиеся в северных областях Руси для взвешивания серебряных монет. После угасания притока восточных монет на Русь из-за ослабления Халифата их заменили товаро-деньги. На рубеже X—XI веков во времена Владимира Красное Солнышко и Святополка была предпринята попытка чеканки собственных монет. Однако вскоре она была прекращена из-за отсутствия сырьевой базы.
В северных областях на замену дирхемам пришли западноевропейские денарии германской, английской и скандинавской чеканки. Они имели хождение до начала XII века.

## Внешняя торговля
Внешняя торговля была тесно связана с системой данничества, получившей особое развитие на Руси в IX—X веках. Дань взималась деньгами (бель и щеляги — серебряные монеты или гривны — серебряные слитки), а также мехами пушных зверей. Часть её также составляли скот, продукты питания и т. д. Каждый год после сбора дани, который именовался полюдьем, значительная её часть продавалась на внешнем рынке, преимущественно в Византии. При этом в торговлю оказался вовлечённым военный элемент, так как княжеские дружинники сопровождали купеческие караваны, охраняя их от нападений кочевников — венгров, печенегов и др. В X веке благодаря ряду военных конфликтов киевские князья создали благоприятные условия для торговли на Чёрном море, в Византии, Хазарском каганате и Волжской Булгарии. В этот период в древнерусской торговле значительную роль играли дружины варягов-викингов, которые в VIII веке проложили торговый путь из Балтийского в Чёрное и Каспийское моря. Он пролегал через Русь и играл крайне важную роль. За один поход варяги могли принять участие в грабительском набеге, торговать или поступить на службу в качестве наёмников. Дружины варягов на Руси получили наименование гостей, впоследствии термин гость стал обозначать заграничного купца. В X веке русские сами организовали торговлю по этому пути, продолжая извлекать прибыль из транзитной торговли.
Кроме вывоза дани, на Руси значительную роль играла и транзитная торговля. Через населённые восточными славянами земли пролегали торговые пути из Европы в Хорезм и арабский мир, с берегов Балтийского моря в Византию. После того как норманны взяли под контроль торговые пути в Средиземном море, связывающие Южную Европу с византийскими рынками, а венгры нарушили прямое сухопутное сообщение между Центральной Европой и Византийской империей, выросло значение пути «из варяг в греки», который позволил купцам путешествовать из Северной Европы в Чёрное море. Благодаря этому пути Днепр вскоре превратился в основную артерию русской торговли. Поэтому Чёрное море стало играть более важную роль, нежели Каспийское, однако и последнее привлекало внимание русских купцов. В конце XI века дорогу на Каспий перекрыли половцы, которые, впрочем, во время перемирий были посредниками в торговле между Русью и Востоком. Также сходную роль играла Волжская Булгария.
Изменения в торговле в Средиземноморье, связанные с Первым крестовым походом, существенно снизили прибыльность черноморской торговли как для Византии, так и для Руси. Разграбление Константинополя крестоносцами в 1204 году свело её до минимума. Потеря византийских рынков для Руси была частично компенсирована сухопутными торговыми путями между ней и Центральной Европой, которые начали динамично развиваться на протяжении XII столетия. Также продолжала развиваться торговля на Балтике, благодаря которой продолжали крепнуть Новгород и Псков.
Б. А. Рыбаков во внешней торговле особенно выделял связи с арабско-персидским миром. Торговля восточных славян с арабами началась ещё в VII веке и продолжалась до XI века. Вначале посредником выступал Хазарский каганат. При этом арабские купцы торговали как с теми племенами, которые были в политической зависимости от хазар, так и с сохранявшими независимость. В свою очередь, славяне также посещали арабские страны и Персию, особенно побережье Каспийского моря. В начале XI века торговля с арабами замирает и возобновляется только в следующем веке.
Внешняя торговля древнерусских княжеств была тесно связана с тремя торговыми путями:
- путь «из варяг в греки», начинавшийся из Варяжского моря, по озеру Нево, по рекам Волхов и Днепр выходивший в Чёрное море, Балканскую Болгарию и Византию;
- Волжский торговый путь, шедший от города Ладога на Каспий и далее в Хорезм и Среднюю Азию, Персию и Закавказье;
- сухопутный путь из Центральной Европы в Киев.

Монгольское нашествие нанесло тяжелейший удар по экономике древнерусских княжеств и привело к резкому сокращению всех видов зарубежных контактов. Международные связи в Восточной Европе были надолго парализованы и возродились уже по другим руслам во время становления централизованного русского государства.

### Предметы торга
Летописи сохранили достаточно подробные сведения об основных товарах внешней торговли. Историк Б. А. Рыбаков выделял несколько товаров, которые он считал наиболее значимыми во внешней торговле княжеств Древней Руси и которые были предметом экспорта:
- Рабы (и в особенности более высоко ценившиеся рабыни). Их славяне захватывали в набегах на соседей либо во время междоусобных войн. Традиции работорговли у славян, появившиеся в VI веке, сохранились и в эпоху Древней Руси. Торговля людьми сохранялась вплоть до монгольского нашествия на Русь, хотя и несколько уменьшилась в масштабах к тому времени. Свидетельства об этом сохранились в русских, греческих, арабских, германских, персидских, армянских и еврейских хрониках и летописях. Русские купцы продавали рабов в Константинополе, Преславе-на-Дунае, Булгаре, Итиле, Керчи, Праге, Дербенте, Багдаде, Александрии и т. д.[16][17]
- Меха. Б. А. Рыбаков отмечал, что хотя древнерусское хозяйство не было охотничьим, требования князей выплачивать дань пушниной заметно стимулировали добычу мехов. В тех районах Руси, где не было ценных видов пушных зверей, снаряжались экспедиции за мехами. Особенно активно торговали мехами новгородские купцы, добывавшие их в том числе в районах Белого моря и Приуралья (и даже восточнее — в Югре, где меха выменивались на железные изделия у местных народов, ещё пребывавших на стадии неолита)[18][17].
- Воск и мёд. Потребности освещения делали воск очень ценным товаром. Воск продавали кругами и бочками. Взвешивали не менее чем пудами. Сохранилась и специальная русская мера «пуд вощаной», эталоны которой хранились в палатах в Новгороде и Смоленске[18][17].
- Льняные ткани. Предположительно, изделия из льна были частью дани, выплачиваемой крестьянами князьям. Купцы торговали ими в Византии, Хорезме и странах Европы. В Италии среди сортов ткани выделялась «русская ткань»[19] (возможно, впрочем, что такое название носила ткань, попадавшая в Италию через Русь транзитом из Византии и с Востока[20]).
- Ювелирные изделия. Предметы работы древнерусских ювелиров очень ценились в Центральной Европе и Восточной Европе. Археологи находят их в Польше, Чехии, Германии и прибалтийских странах. Из Руси они вывозились в основном по двум путям — через Краков в Польшу и Чехию, и через Балтику в приморские славянские города и Германию[19].

Б. А. Рыбаков также выделял ряд товаров, которые занимали особое место в числе предметов древнерусского импорта:
- Ткани, в том числе шёлковые. Цветистые шёлковые ткани на Руси именовались паволоками. Особенно важную роль ткани играли в торговле с Византией. Византийские чиновники пытались ограничить вывоз тканей из Византии русскими купцами, один купец мог везти на Русь тканей на общую сумму не более чем в 50 златников. Однако византийцам не удалось удержать монополию, ткани в значительных количествах вывозились на Русь, а оттуда попадали и в страны Центральной и Западной Европы. Попадали на Русь ткани и с мусульманского Востока. В XI—XII вв. на Руси появились ткани фламандского и фризского производства[20][17].
- Мечи. Несмотря на то, что древнерусские кузнецы самостоятельно ковали мечи высокого качества, на Руси пользовались популярностью западноевропейские клинки. Их привозили купцы и варяжские дружины. Часть мечей импортировалась в виде простых клинков, а рукояти к ним устанавливали уже русские мастера[21].
- Цветные металлы. Серебро поступало из арабского мира до XI века, затем — из европейских стран. Олово и свинец поступали в основном через Новгород. При этом спрос на свинец был достаточно велик, им покрывали крыши зданий. Особенное место в импорте занимал ввоз меди. При этом не сохранилось точных данных о путях её ввоза[21].
- Приправы и пряности. Их использовали при приготовлении пищи, что сделало приправы одной из важных статей международной торговли. Пошлина за торговлю ими зачастую взималась натурой. Например, в Великом Новгороде пошлину с транзитных грузов брали перцем[21].

Также предметами как внешней, так и внутренней торговли были: зерно, вина, иконы, ювелирные украшения, фрукты, изделия из стекла, клыки моржей, драгоценные камни, дамасская сталь, лошади, пенька, канаты, холстина, хмель, сало, говяжий жир, овчины и шкуры, соль, пиво и т. д.

### Торговое право и договоры
Князья специальными договорами с иностранными государствами стремились защитить интересы русских купцов. Особенно заметно это было в договорах с Византией и в «Русской правде» более поздней редакции XII — начала XIII веков, которая предусматривала некоторые меры по охране имущества купцов от потерь, связанных с войнами и другими обстоятельствами. В IX—X веках русские дружинники были единственными, кто добился права на беспошлинную торговлю в Константинополе.
В период до татаро-монгольского нашествия русское торговое право имело международный аспект. Отношения между русскими и иностранными купцами регулировались рядом международных торговых договоров и соглашений, первым из которых был договор Олега Вещего с Византией. В начале XI века было заключено торговое соглашение между Русью и Волжской Булгарией. Возможно, торговые статьи входили в мирные договоры, заключённые с хазарами в XI—XII веках.
В 1195 году Новгородская республика заключила подробный торговый договор с городами Северной Европы. Ещё более детальный договор был подписан в 1229 году между Смоленском, Ригой, Готландом и рядом немецких городов Померанского побережья. Оба договора содержат как торговые статьи, так и нормы, предусматривающие наказание в случае нанесения увечий или убийства русских иностранцами и наоборот. Равенство сторон, по мнению Г. В. Вернадского, стало особенной чертой этих документов.

## Купцы
Изучение древнерусского купечества исследователями ведётся как по данным письменных источников (летописей, грамот и т. д.), так и по материалам археологических раскопок. Было найдено множество захоронений купцов X—XI веков. В этот период в роли купца выступал воин-дружинник, хорошо одетый и вооружённый. Помимо оружия неотъемлемой принадлежностью древнерусского купца были миниатюрные весы, а также конь либо ладья. Товары перевозились в ладьях, на конях либо их могли нести рабы. Также иногда использовались телеги. Для периода X—XI веков характерно передвижения купцов караванами, иначе говоря — дружинными отрядами. Русские купцы-дружинники подобно варягам за один поход могли как торговать, так и совершить военный набег.
Около середины XI века торговля всё больше переходит к профессиональным купцам, в то время как военные профессионалы-дружинники занимаются ею всё реже. Князья также дистанцировались от торговых операций, предпочитая не самостоятельно снаряжать караваны, которые бы продавали собранные в качестве дани товары, а предоставлять эту возможность представителям купечества. В XII веке понятия «гостя-купца» и «княжьего мужа» были отделены друг от друга. В некоторой степени это было связано с развитием внутренней торговли и укреплением положения русских купцов. В то же время термин «гость» закрепился за торговцами из других стран.
На Руси также существовали купеческие объединения, аналогичные западноевропейским гильдиям и торговым братствам. Как правило, купцы в Древней Руси объединялись для борьбы с княжеской властью, контроля над торговлей в пределах конкретного города, взаимной помощи, защиты купеческих интересов и т. д. Также существовали и празднично-культовые цели: объединение имело своего христианского покровителя, в церкви которого устраивались совместные празднования, хранились товары членов объединения, казна, архив, эталоны весов и т. д. В случае конфликта с князьями купеческие объединения зачастую искали поддержки у городских ремесленников.
В качестве примера таких объединений Б. А. Рыбаков приводит Иванскую общину в Великом Новгороде, возникшую в 1134—1135 годах. Во главе общины стояли пять старост, в число которых входил и тысяцкий. Они ведали всеми торговыми и гостинными делами, а также торговым судом. Новгородские посадник и бояре не имели права вмешиваться в их дела. Членом общины мог стать купец, внёсший 50 гривен (10 килограммов серебра). Она имела свою пристань на берегу Волхова, за причал к которой взималась пошлина. Также её купцы взимали пошлины с других купцов за торговлю воском.